# 1967 na literatura

## Eventos
- 30 de Maio - É lançado em Buenos Aires o romance Cem Anos de Solidão do escritor colombiano Gabriel García Márquez, esgotando 8000 exemplares em duas semanas.
- 22 de Outubro - O escritor alemão Heinrich Böll é galardoado em Darmstadt, Alemanha, pela Academia Alemã de Letras e Poesia com o Prémio Georg Büchner.

## Nascimentos
| Data           | Nome             | Profissão                                        | Nacionalidade           | Observações | Ref |
| -------------- | ---------------- | ------------------------------------------------ | ----------------------- | ----------- | --- |
| 1 de fevereiro | Meg Cabot        | escritora                                        | Estados Unidos          |             |     |
| 11 de março    | John Barrowman   | ator, cantor, apresentador, escritor e dançarino | Escócia/ Estados Unidos |             |     |
| 20 de Março    | Marcelino Freire | escritor                                         | Brasil                  |             |     |
| 24 de Agosto   | Fabio Weintraub  | escritor                                         | Brasil                  |             |     |
| 21 de setembro | Suman Pokhrel    | poeta, letrista, tradutora                       | Nepal                   |             |     |
| 18 de Dezembro | Márcio Vassallo  | escritor                                         | Brasil                  |             |     |

## Mortes
| Data           | Nome                | Profissão                                        | Nacionalidade  | Observações | Ref   |
| -------------- | ------------------- | ------------------------------------------------ | -------------- | ----------- | ----- |
| 19 de Agosto   | Hugo Gernsback      | inventor, editor e escritor de ficção científica | Luxemburgo     | n. 1884     |       |
| 23 de Setembro | Augusto Casimiro    | poeta, jornalista e comentarista político        | Portugal       | n. 1889     | [ 2 ] |
| 29 de Setembro | Carson McCullers    | escritora                                        | Estados Unidos | n. 1917     |       |
| 9 de Outubro   | André Maurois       | escritor                                         | França         | n. 1885     |       |
| 19 de Novembro | João Guimarães Rosa | escritor                                         | Brasil         | n. 1908     |       |

## Prémios literários
- Nobel de Literatura - Miguel Angel Asturias
- Prémio Machado de Assis - Adelino Magalhães